# Promontorium Deville
Il Promontorium Deville è una struttura geologica della superficie della Luna.